# Fred D. Robinson, Jr.

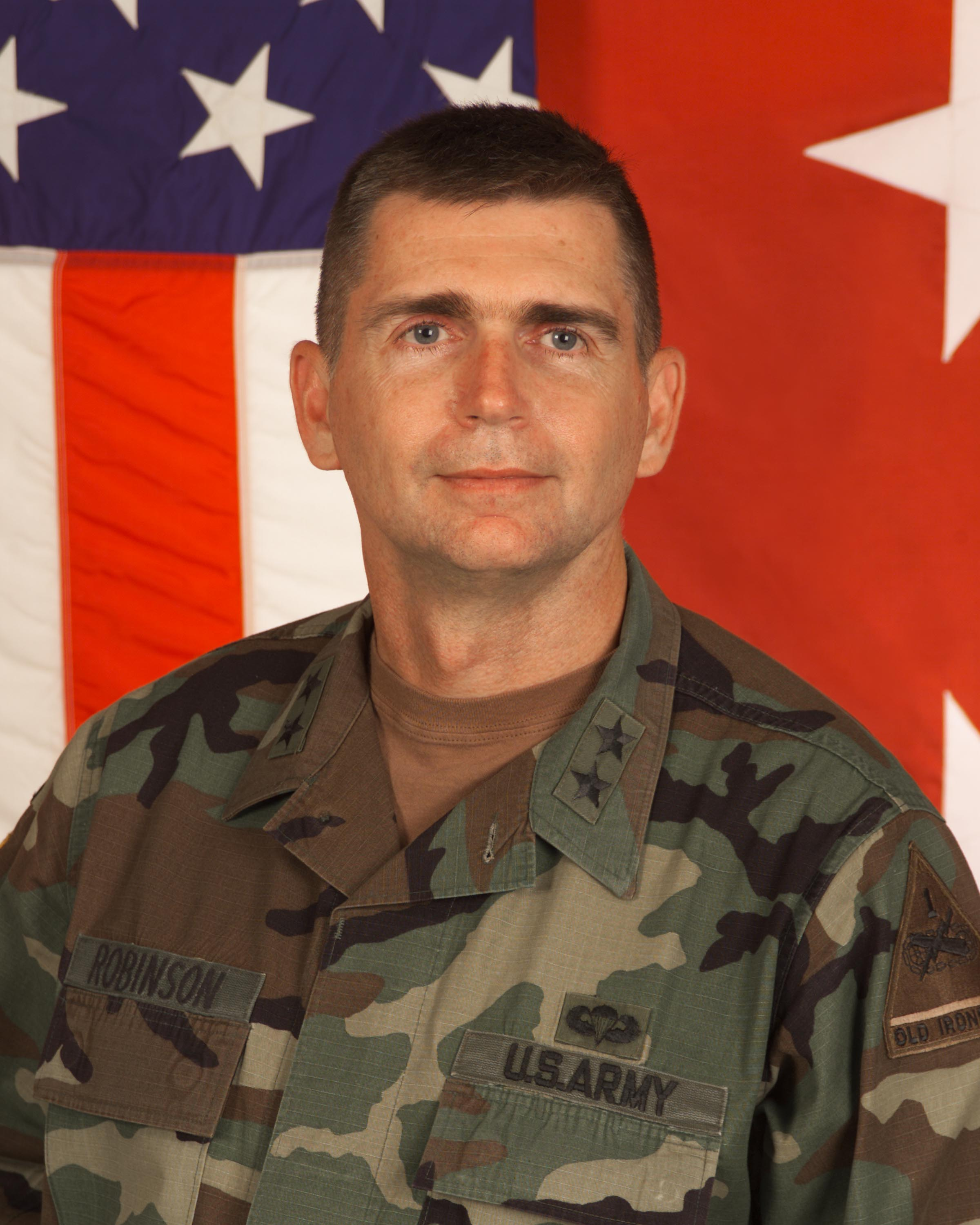
Fred D. Robinson Jr.

Fred D. Robinson Jr. (* um 1954) ist ein pensionierter Generalmajor der United States Army. Er war unter anderem Kommandeur der 1. Panzerdivision und kommissarischer Oberbefehlshaber des V. Korps.
Robinson wuchs in Bolivar im Hardeman County in Tennessee auf. Über das ROTC-Programm der University of Tennessee at Martin gelangte er im Jahr 1976 in das Offizierskorps des US-Heeres. In der Armee durchlief er anschließend alle Offiziersränge vom Leutnant bis zum Zwei-Sterne-General.
Im Lauf seiner militärischen Karriere absolvierte er verschiedene Kurse und Schulungen. Dazu gehörten unter anderem der Armor Officer Basic Course, der Armor Officer Advanced Course, das Command and General Staff College und das National War College. Außerdem erhielt er akademische Grade von der Memphis State University und der National Defense University.
In seinen jüngeren Jahren absolvierte er den für Offiziere in den niederen Rangstufen üblichen Dienst in unterschiedlichen Einheiten und Standorten. Dazu gehörten auch Aufgaben als Stabsoffizier in verschiedenen Hauptquartieren. Er kommandierte Einheiten auf fast allen Ebenen bis hin zum Divisionskommandeur. Als Stabsoffizier eines Panzerbataillons nahm er am Zweiten Golfkrieg teil. Am späteren Irakkrieg nahm er nach eigenen Angaben nicht teil, was er bedauerte. Unter anderem kommandierte er in Deutschland ein Bataillon der 3. Infanteriedivision und in Fort Riley eine Brigade der 1. Infanteriedivision. Er war unter anderem Stabsoffizier beim National Military Command Center und beim Heeresministerium, wo er bis April 2005 als Director of Operations, Readiness and Mobilization in dessen G3-Stabsabteilung tätig war.
Anschließend wurde er nach Wiesbaden versetzt, wo er als Nachfolger von Martin E. Dempsey das Kommando über die 1. Panzerdivision übernahm. Dieses Kommando hatte er zwischen Juli 2005 und Mai 2007 inne. In dieser Zeit wurde die Verlegung der Division nach Fort Bliss in Texas beschlossen. Die Durchführung erfolgte aber erst nach Robinsons Zeit als Divisionskommandeur. Während seiner Zeit als Kommandeur der 1. Panzerdivision war er zwischen dem 6. September 2006 und dem 19. Januar 2007 zusätzlich kommissarischer Kommandeur des V. Korps.
Nach seiner Zeit als Oberbefehlshaber der 1. Panzerdivision wurde Fred Robinson zum Aberdeen Proving Ground in Maryland versetzt. Dort übernahm er das Kommando über das United States Army Combat Capabilities Development Command, das dem United States Army Futures Command untersteht. Dieses Amt bekleidete Robinson zwischen Juli 2007 und Dezember 2008. Wenig später schied er aus dem aktiven Militärdienst aus.

## Orden und Auszeichnungen
Fred Robinson erhielt im Lauf seiner militärischen Laufbahn unter anderem folgende Auszeichnungen:
- Army Distinguished Service Medal
- Defense Superior Service Medal
- Legion of Merit
- Bronze Star Medal
- Defense Meritorious Service Medal
- Meritorious Service Medal
- Army Commendation Medal
- National Defense Service Medal
- Southwest Asia Service Medal
- Kuwait Liberation Medal (Saudi-Arabien)
- Kuwait Liberation Medal (Kuwait)